# Sexy Zone CHANNEL
Sexy Zone CHANNEL是一檔在日本於2014年2月26日開始在富士電視TWO頻道播出的綜藝節目，同時也是日本男子偶像組合Sexy Zone的冠名節目。節目簡稱為。
雖然本檔節目還未宣佈正式終止播出，但是迄今為止，該節目的最新一期的播出時間為2015年3月1日。

## 外部連接
- Sexy Zone CHANNEL（页面存档备份，存于）官方網站